# Kim Lea Müller
Kim Lea Müller (Remscheid, 30 de enero de 2002) es una deportista alemana que compite en ciclismo en la modalidad de BMX estilo libre.
En los Juegos Europeos de Cracovia 2023 consiguió una medalla de plata en la prueba de parque. Ganó una medalla de plata en el Campeonato Europeo de Ciclismo BMX Estilo Libre de 2022. Adicionalmente, consiguió una medalla de bronce en los X Games.

## Palmarés internacional
| Juegos Europeos    | Juegos Europeos       | Juegos Europeos  | Juegos Europeos |
| Año                | Lugar                 | Medalla          | Competición     |
| ------------------ | --------------------- | ---------------- | --------------- |
| 2023               | Krzeszowice (Polonia) | Medalla de plata | Parque          |
| Campeonato Europeo |                       |                  |                 |
| Año                | Lugar                 | Medalla          | Competición     |
| 2022               | Múnich (Alemania)     | Medalla de plata | Parque          |

| X Games de Verano | X Games de Verano           | X Games de Verano | X Games de Verano |
| Año               | Lugar                       | Medalla           | Prueba            |
| ----------------- | --------------------------- | ----------------- | ----------------- |
| 2024              | California (Estados Unidos) | Medalla de bronce | Parque            |